# Dân chủ đại nghị

Các quốc gia được tô màu lam được cho là có nền "dân chủ đại diện" theo khảo sát của Freedom House năm 2008 Freedom in the World

Dân chủ đại nghị là một hình thức nhà nước dân chủ được vận hành bởi các đại diện của dân trên nguyên tắc thi hành chủ quyền nhân dân (Popular sovereignty). Các đại diện không phải chỉ đại diện cho sự ủy quyền của nhân dân mà có nghĩa vụ bảo vệ quyền lợi của những người mà họ đại diện, ví dụ: không nhất thiết phải luôn tuân theo ước muốn của họ, nhưng phải đủ quyền lực để thực thi những khởi xướng thích ứng với những tình huống một cách nhanh chóng và triệt để. Điều này thường trái ngược với nền Dân chủ trực tiếp, là hình thức mà không có đại diện hoặc nếu có thì bị giới hạn quyền lực; chỉ được xem như các đại diện ủy quyền.
Các đại diện được chọn bởi đa số cử tri (khác với đa số dân số/số cử tri đủ tư cách) trong cuộc bỏ phiếu tự do và bí mật. Trong khi tồn tại các nền dân chủ đại nghị như vậy để chọn đại diện, theo lý thuyết, thì các phương thức khác như bắt thăm (rất gần với dân chủ trực tiếp) cũng được dùng. Ngoài ra, các đại diện thường nắm giữ quyền chọn các đại diện khác, tổng thống (hay chủ tịch), hoặc các quan chức chính phủ khác (đại diện gián tiếp). Ví dụ, cuộc bầu cử Tổng thống Hoa Kỳ có liên quan đến Ủy ban Bầu cử Hoa Kỳ và ở nhiều hệ thống nghị viện, người đứng đầu chính phủ thường cũng là lãnh đạo của đảng hay liên minh đa số và không được chỉ định rõ ràng bởi các cử tri.
Quyền của các đại diện trong nền dân chủ đại nghị thường bị hiến pháp giảm bớt (như trong nền cộng hòa lập hiến hay nền quân chủ lập hiến) hay bằng các cách thức khác để cân bằng quyền đại diện:
- Một bộ máy tư pháp độc lập có thể có quyền tuyên bố các đạo luật là vi hiến (ví dụ như Tòa án Tối cao)
- Bộ máy tư pháp độc lập cũng chỉ định một số hình thức dân chủ thảo luận (Tiếng Anh: deliberative democracy) (ví dụ Hội đồng Hoàng gia)
- Các hình thức dân chủ trực tiếp (ví dụ các cuộc bỏ phiếu bãi nhiệm, đề cử, trưng cầu dân ý). Tuy nhiên, những cuộc bỏ phiếu này không phải luôn luôn bắt buộc và thường cần thêm một số tác động của lập pháp - các đại diện thường vẫn có quyền lực hợp pháp vững chắc.
- Trong một số trường hợp, cơ quan lập pháp lưỡng viện có thể có một "thượng viện" không được bầu trực tiếp, như ở Thượng viện Canada đã lấy từ mô hình của Thượng viện Anh.

Một nền dân chủ đại nghị cũng bảo vệ các đặc quyền được gọi là dân chủ đầy đủ, không phải là một nền dân chủ không đầy đủ. Các đặc quyền riêng lẻ không nhất thiết phải được tôn trọng trong nền dân chủ đại nghị. Chẳng hạn, "Hoa Kỳ dựa trên nền dân chủ đại nghị, nhưng hệ thống chính phủ [của nó] phức tạp hơn nhiều. Không phải là một nền dân chủ đại nghị thông thường mà là một nền cộng hòa lập hiến nơi thành phần đa số nắm quyền được kiềm chế bởi các quyền của thiểu số được luật pháp bảo vệ." 